# Stupid
"Stupid" (en español Estúpida) es una canción de la cantante-actriz estadounidense Raven-Symoné, a lado del cantautor y productor musical Sean Garrett, grabada para cuarto álbum de estudio de la primera, Raven-Symoné.

## Información
En un principio se había dicho que "Stupid" sería el segundo sencillo del álbum homónimo de la cantante, pero al final "Anti-Love Song" fue lanzado como el segundo sencillo en marzo de 2009.
La canción fue escrita por Ray Oglesby, coescrita y coproducida por Sean "The Pen" Garret y coproducida por Clubba Langg. La canción ha recibido buenas críticas. Raven le dice a estos "chicos tontos" que no se metan con ella. Pues ella ha estado en medio de todo, ella sabe lo que su alrededor, "You just don't know what to do".

## Créditos
- Escritores: Sean Garrett, Ray Oglesby.[1]
- Productores: Sean Garrett, Clubba Langg.[1]
- Mezclas: John Frye, Gary Fly.[1]
- Publicado por Team S Dot.[1]